# Corrado Donadio
Corrado Donadio (* 11. Februar 1958 in Caraglio) ist ein ehemaliger italienischer Radrennfahrer.

## Sportliche Laufbahn
Donadio war im Straßenradsport aktiv. 1976 wurde er mit Ivano Maffei, Gianni Giacomini und Alessandro Primavera Junioren-Weltmeister im Mannschaftszeitfahren. Im Einzelrennen gewann er die Silbermedaille. 1975 hatte er den Giro della Lunigiana gewonnen, ein Etappenrennen für Junioren.
Als Amateur gewann er 1977 die nationale Meisterschaft im Straßenrennen. 1978 wurde er Berufsfahrer im Radsportteam Vibor und blieb bis 1983 als Profi aktiv. Danach startete er wieder als Amateur. 1986 siegte er im Etappenrennen Volta a Castelló. Den Giro d’Italia bestritt er sechsmal. 1978 wurde er 70., 1979 37., 1980 51., 1981 78., 1982 80. und 1983 131. der Gesamtwertung.